# Секст Херонейський
Секст з Херонеї (Greek: Sextos ho Chaironeus, c. 95 - c. 185) філософ, один із вчителів імператора Марка Аврелія. Ймовірно був племінником або онуком   Плутарха .

## Біографія
Суда (візантійська енциклопедія 10-го століття, заснована на багатьох стародавніх джерелах, що не збереглися до нашого часу) ідентифікує Секста з Херонеї як студента Геродота з Тарса, ким був і Секст Емпірік . Так само вважав Діоген Лаерцій. 

Деякі історики вважають, що завдяки впливу Плутарха Секст був платоністом .  Інші роблять висновок, що Секст був стоїком, через  згадку про Секста як одного з учителів Марка Аврелія в історичній праці  Historia Augusta . 
У Суді також згадується, що Секст з Херонеї був настільки прихильним до Марка Аврелія, що сидів у суді разом з ним. 
Згадуються дві праці філософа: "Етика" ( грец. Ἠθικά   Ithika ) та "Запити" ( грец. Ἐπισκεπτικά Episkeptika ), однак точно невідомо, чи були вони належали Сексту Херонейському чи Сексту Емпіріку.
Філострат  описує, що коли Марк був у похилому вже віці, у другій половині свого правління він отримав настанови від Секста, який викладав у Римі :
Імператор Марк був старанним учнем Секста, Беотійського філософа, і часто перебував у його товаристві та часто відвідував його у його домі. Луцій , який теж щойно прибув до Риму, запитав імператора, з яким зустрівся по дорозі, куди той їде і з якою ціллю, і тоді Марк відповів: «Це добре навіть для старого навчатися, тому я зараз прямую до філософа Секста, щоб дізнатися те, чого ще не знаю». І Луцій, піднявши руку до неба, сказав: «О Зевсе, імператор римлян навіть у старості бере свої скрижалі і йде навчатися до школи»  .
Цю зустріч датують 177–178 рр., що швидше за все було до останнього від’їзду Маркуса на війну. 
Філострат також записав слова Секста, який сказавГероду Аттику після смерті його дочки Елпініки : «Великий подарунок ви дасте своїй дочці, якщо стримаєте своє горе за нею». 

У своїх «Медитаціях » Марк говорить про Секста як про мудру і доброзичливу людину, звідти ми також дізнаємося, яку освіту він отримав від свого учителя:
Мої борги перед Секстом за великі знання та життєві уроки, що включають доброзичливість, те, як керувати домом , справжній сенс природного життя, інтуїтивну гідність та  турботу про інтереси своїх друзів і добродушне терпіння до початківців. 
Його особлива ввічливість до кожного надавала його оточенню чарівність, більшу, ніж будь-які лестощі, але водночас вона викликала повну повагу від усіх присутніх. Його манера визначати й систематизувати основні життєві правила була настільки ж комплексною, як і методичною. Ніколи не виявляючи ознак гніву чи будь-яких емоцій, він був водночас цілком незворушний і водночас сповнений доброзичливої прихильності. 

Його схвалення завжди виражалося тихо й непомітно, і він ніколи не демонстрував свою вченість. 
Апулей віддає чест Сексту і Плутарху на початку «Золотого осла».  Секст і Плутарх були також згадані його нащадком Нікагором Афінським (близько 180-250 рр. н. е.)   в оплакуванні нащадка Нікагора Гімерія щодо смерті його маленького сина.
Які надії я складав на тебе! На яке нещастя засудив мене мій [злий] дух! Тепер я сумую за людиною, яка, я сподівався, буде говорити міцніше за Мінуціана, урочистіше за Нікагора, красномовніше за Плутарх, більш по - філософськи, ніж Мусоній, більш безстрашно, ніж Секст, одним словом, блискуче і краще за всіх його предків. 
Можливо, він є Секст, що зазначений у Хроніці Ієроніма як процвітаючий на 224-й Олімпіаді (117–121 рр. н. е.): « Плутарх Херонейський, Секст, Агатобул і Еномай вважаються видатними філософами».

Джордж Синкеллос знову згадує Секста на піку своєї відомості в період з 165 по 171 н.е., «Секст, племінник філософа Плутарха з Херонеї», допускаючи, що Секст прославився ще у молодому віці (можливо, у 25 років, у 120 році н.е.) і став найбільш відомим в старості (можливо, 70 років, у 165 р. н. е.).